# ТЕС Конасеєма
16°44′4″ пн. ш. 81°51′44″ сх. д. / 16.73444° пн. ш. 81.86222° сх. д.
ТЕС Конасеєма – електростанція у індійському штаті Андхра-Прадеш.
У 2009 – 2010 роках на майданчику станції став до ладу парогазовий блок комбінованого циклу потужністю 445 МВт, в якому дві газові турбіни потужністю по 140 МВт живлять через котел-утилізатор одну парову турбіну з показником 165 МВт.
ТЕС спорудили з розрахунку на використання природного газу. Вона знаходиться у газовидобувному регіоні дельти Годаварі (басейн Крішна-Годаварі, який наразі більш відомий завдяки своїм офшорним родовищам) і повинна отримувати живлення по перемичці завдовжки 23 км з діаметром 300 мм. Втім, у 21 столітті на тлі зростання споживання та падіння видобутку в Індії виник дефіцит блакитного палива, що впливає на об’єкти електрогенерації. Так, в перші 10 місяців 2022/2023 бюджетного року ТЕС Конасеєма взагалі не працювала.  
Видача продукції відбувається по ЛЕП, що працює під напругою 400 кВ.
Проект реалізували через Konaseema Gas Power Limited, яка належить феросплавній компанії VBC Ferro Alloys Hyderabad.